# Marika Tovo
Marika Tovo (Arzignano, 13 de mayo de 1999) es una deportista italiana que compite en ciclismo de montaña en la disciplina de campo a través.
Ganó una medalla de plata en el Campeonato Mundial de Ciclismo de Montaña de 2020 y cuatro medallas en el Campeonato Europeo de Ciclismo de Montaña entre los años 2017 y 2021.

## Medallero internacional
| Campeonato Mundial | Campeonato Mundial    | Campeonato Mundial | Campeonato Mundial         |
| Año                | Lugar                 | Medalla            | Competición                |
| ------------------ | --------------------- | ------------------ | -------------------------- |
| 2020               | Leogang (Austria)     | Medalla de plata   | Campo a través por relevos |
| Campeonato Europeo |                       |                    |                            |
| Año                | Lugar                 | Medalla            | Competición                |
| 2017               | Darfo Boario (Italia) | Medalla de bronce  | Campo a través por relevos |
| 2018               | Graz (Austria)        | Medalla de oro     | Campo a través por relevos |
| 2020               | Monteceneri (Suiza)   | Medalla de oro     | Campo a través por relevos |
| 2021               | Novi Sad (Serbia)     | Medalla de oro     | Campo a través por relevos |